# Norra Vings församling
Norra Vings församling var en församling i Skara stift och i Skara kommun. Församlingen uppgick 2010 i Axvalls församling.

## Administrativ historik
Församlingen har medeltida ursprung. Före den 1 januari 1886 (ändring enligt beslut den 17 april 1885) var namnet Vings församling.
Församlingen var till 1549 moderförsamling i pastoratet Ving och Stenum för att därefter till 1575 vara annexförsamling i pastoratet Stenum och Ving. Från omkring 1575 till omkring 1600 annexförsamling i pastoratet Skärv, Ving och Stenum. Från omkring 1600 till 2006 moderförsamling i pastoratet (Norra) Ving, Stenum och Skärv och som också från 1 maj 1922 omfattade Skånings-Åsaka församling. Församlingen ingick mellan 2002 och 2010 i Skara pastorat och införlivade 2006 Stenums församling och Skånings-Åsaka församling. Församlingen uppgick 2010 i Axvalls församling.

## Kyrkor
- Norra Vings kyrka
- Stenums kyrka
- Skånings-Åsaka kyrka